# シャスタ郡 (カリフォルニア州)
シャスタ郡（シャスタぐん、英: Shasta County）は、アメリカ合衆国カリフォルニア州北部に位置する郡である。サクラメント・バレーの北側にあり、一部はカスケード山脈の南端に拡がっている。人口は18万2155人（2020年）。郡庁所在地は郡内最大都市でもあるレディングである。郡内の観光地としてはシャスタ湖、ラッセン山およびサンダイアル橋がある。

## 歴史
シャスタ郡はカリフォルニア州が州に昇格した1850年に設立された郡の1つである。郡領域の一部は1852年にシスキュー郡に、また1856年にはテハマ郡に割譲された。
郡名はシャスタ山に因むものである。シャスタという言葉はこの地域に棲んでいたインディアン部族の名前に対する英訳語である。インディアン部族名は、現在の郡が設立されて名称が固定されるまで、様々な綴りが使われていた。当初はシャスタ山が郡内にあったが、現在は北のシスキュー郡内である。標高4,322メートルのその山頂は郡内の大半から見ることができる。

## 地理

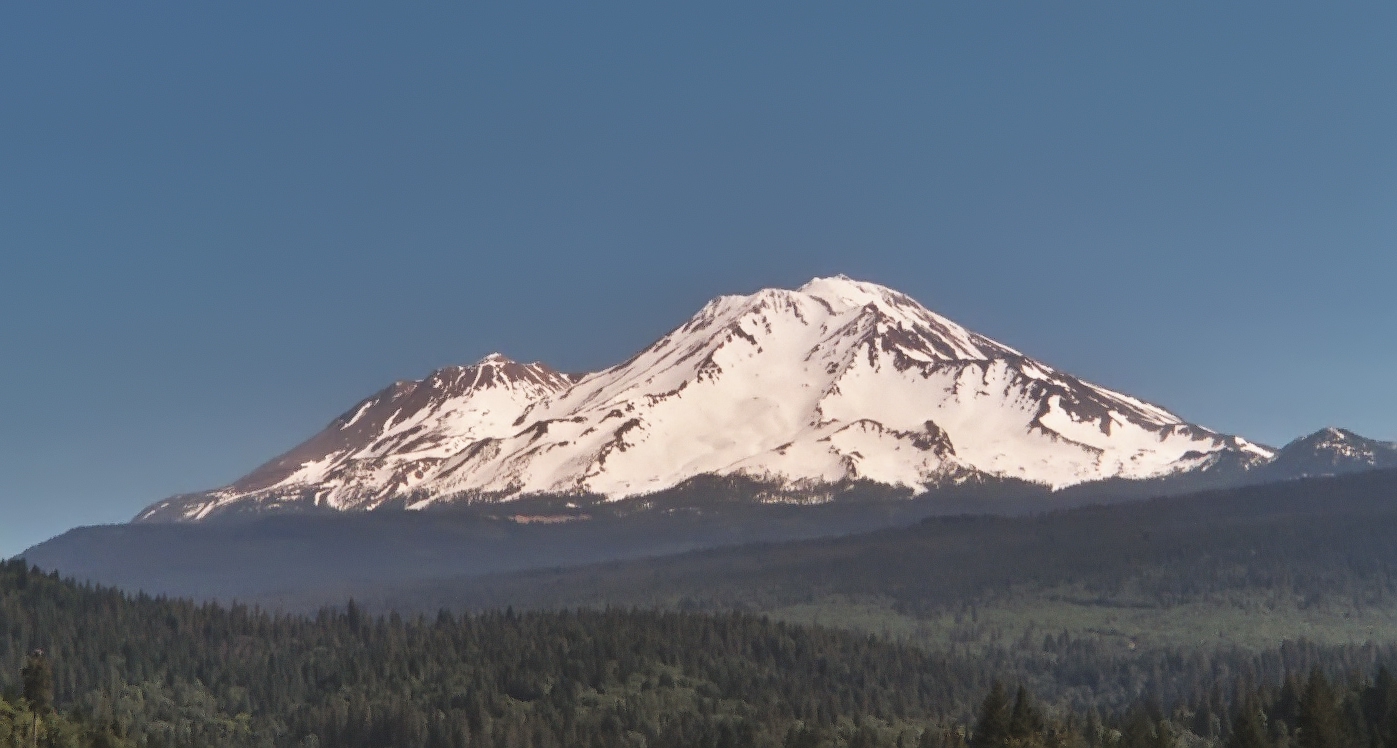
シャスタ山

アメリカ合衆国国勢調査局に拠れば、郡域全面積は3,847平方マイル (9,965 km2)であり、このうち陸地は3,785平方マイル (9,804 km2)、水域は62平方マイル (161 km2)で水域率は1.62%である。郡の東、北および西は山岳が並んでいる。サクラメント川が北の山脈から流れ出し、郡内中央を通り、南のサクラメント・バレーに流れている。

### 近隣の郡
- テハマ郡 - 南
- トリニティ郡 - 西
- シスキュー郡 - 北
- モドック郡 - 北東
- ラッセン郡 - 東
- プラマス郡 - 南東

### 国立自然保護地域
- ラッセン国立の森（部分）
- ラッセン火山国立公園（部分）
- シャスタ・トリニティ国立の森（部分）
- ウィスキータウン国立レクリエーション地域（シャスタとウィスキータウンの部分のみ）

## 都市と町
| 市 - レディング - アンダーソン - シャスタレイク CDP - ビッグベンド - バーニー - コットンウッド - フォールリバーミルズ - フレンチガルチ - レイクヘッド・レイクショア | - ミルビル - モンゴメリークリーク - パロセドロ - ラウンドマウンテン - シングルタウン 未編入地域 - ベラビスタ - カッセル - カステラ - ハットクリーク - オークラン - オールドステーション - オーノ - アイゴ - プラティナ - シャスタ - ウィットモア |

## 交通

### 主要高規格道路
- 州間高速道路5号線
- カリフォルニア州道36号線
- カリフォルニア州道44号線
- カリフォルニア州道89号線
- カリフォルニア州道151号線
- カリフォルニア州道273号線
- カリフォルニア州道299号線

### 公共交通
レディング地域バス運行局がレディング市内と周辺のバス便を運行している。経路の1つは州道299号線によりバーニーまで行っている。
グレイハウンドのバスとアムトラックの列車はレディングで利用できる。

### 空港
レディング市民空港から旅客定期便を利用できる。その他郡内の一般用途空港としては、ベントン飛行場（レディング近く）、フォールリバーミルズ空港、およびシングルタウン空港がある。

## 政治
シャスタ郡はかつて大統領選挙で民主党が強い時期があった。1972年の選挙でジョージ・マクガヴァンが勝利したことでは州内でも数少ない郡の1つだった。最近ではアメリカ合衆国大統領および連邦議会選挙で共和党の強い地盤である。大統領選挙で民主党が最後に勝ったのは1976年のジミー・カーターである。
アメリカ合衆国下院議員の選挙では郡内の大半がカリフォルニア州第2選挙区の一部であり、カリフォルニア州議会下院議員の選挙では第2選挙区、カリフォルニア州議会上院議員の選挙では第4選挙区に入っており、これらすべて2010年時点で共和党議員が努めている。
2008年の命題8に関する住民投票で郡内投票者の69.7%は法案に賛成した。これは同性同士の結婚を禁止するためのカリフォルニア州憲法修正案だった。

## 人口動態
以下は2000年国勢調査による人口統計データである。
| 基礎データ - 人口: 163,256人 - 世帯数: 63,426 世帯 - 家族数: 44,017 家族 - 人口密度: 17人/km2（43人/mi2） - 住居数: 68,810軒 - 住居密度: 7軒/km2（18/mi2） 人種別人口構成 - 白人: 89.32% - アフリカン・アメリカン: 0.75% - ネイティブ・アメリカン: 2.77% - アジア人: 1.87% - 太平洋諸島系: 0.11% - その他の人種: 1.71% - 混血: 3.47% - ヒスパニック・ラテン系: 5.51% - ドイツ系アメリカ人: 15.7% - イングランド系アメリカ人: 12.3% - アイルランド系アメリカ人: 11.2% - 先祖がアメリカ人: 9.9% - イタリア系アメリカ人: 5.2% 主たる言語による人口構成 - 英語: 94.0% - スペイン語: 3.3% | 年齢別人口構成 - 18歳未満: 26.1% - 18-24歳: 8.2% - 25-44歳: 25.3% - 45-64歳: 25.2% - 65歳以上: 15.2% - 年齢の中央値: 39歳 - 性比（女性100人あたり男性の人口） - 総人口: 95.1 - 18歳以上: 91.2 世帯と家族（対世帯数） - 18歳未満の子供がいる: 31.7% - 結婚・同居している夫婦: 53.0% - 未婚・離婚・死別女性が世帯主: 11.9% - 非家族世帯: 30.6% - 単身世帯: 24.7% - 65歳以上の老人1人暮らし: 10.2% - 平均構成人数 - 世帯: 2.52人 - 家族: 2.98人 収入と家計 - 収入の中央値 - 世帯: 34,335米ドル - 家族: 40,491米ドル - 性別 - 男性: 35,959米ドル - 女性: 24,773米ドル - 人口1人あたり収入: 17,738米ドル - 貧困線以下 - 対人口: 15.4% - 対家族数: 11.3% - 18歳未満: 21.0% - 65歳以上: 7.3% |

## 植物相と動物相
植物学者ウィリス・リン・ジェプソンに拠れば、シャスタ郡の植物相は1900年以前には科学的な方法で探索されていなかった。1920年代までサザン・パシフィック鉄道が広大な自然のままの草地を所有していた。この頃、鉄道はその所有する草地の多くを売却し、急速に藪が払われ、植物の繁茂する地域は農業用地に転換された。シャスタ郡は広大な森林地域を持っており、林業生産の行われる地域の半分以上を占めている。森林はオークの混成林、樅とオークの混成林、またベイマツの森となっている。よく見られるきはホワイトバークマツ、カリフォルニア・ブラックオークおよびカリフォルニア・バッケイ（トチノキ）である。

## 年中行事
- クール・エイプリル・ナイト（4月）— クラシックカーのショー
- ロデオ・ウィーク・フェスティビテイーズ（5月）
- 芸術祭とフィドラーズジャンボリー（5月）
- ウィスキータウン・レガッタ（5月）
- ウォーターシェッド・フェスティバル（5月）
- いちご祭（5月）
- シャスタ・ドラゴンウッド・セルティック・フェア（5月）
- レディング・イクスチェンジクラブ・エアショー（6月）
- シャスタ地区祭（6月）
- 7月4日祝祭花火大会（7月）
- バニー・ベイスン・デイズ（7月）
- フォール川渓谷ワイルドライス・フェスティバル（8月）
- 山間祭（9月）— 郡祭
- スティルウォーター・パウワウ（9月）
- ビッグバイク・ウィークエンド（10月）
- 電飾クリスマス・パレード（12月）

## 教育と住宅

### カレッジと大学
郡内には下記4つのカレッジと大学がある。
- シャスタ・カレッジ、レディング – 2年制、正式認可
- シンプソン大学、レディング – 4年制、正式認可
- ナショナル大学、レディング – 4年制、正式認可
- シャスタ・バイブル・カレッジ - 4年制

### 初等中等学校
郡内の小学校は43校、中学校は10校、高校は8校有り、他に私立学校が35校ある。

### 住宅
- 住宅取得価格の中央値は約 248,000ドルである
- 賃貸住宅の賃借料中央値は、月 700ドルである

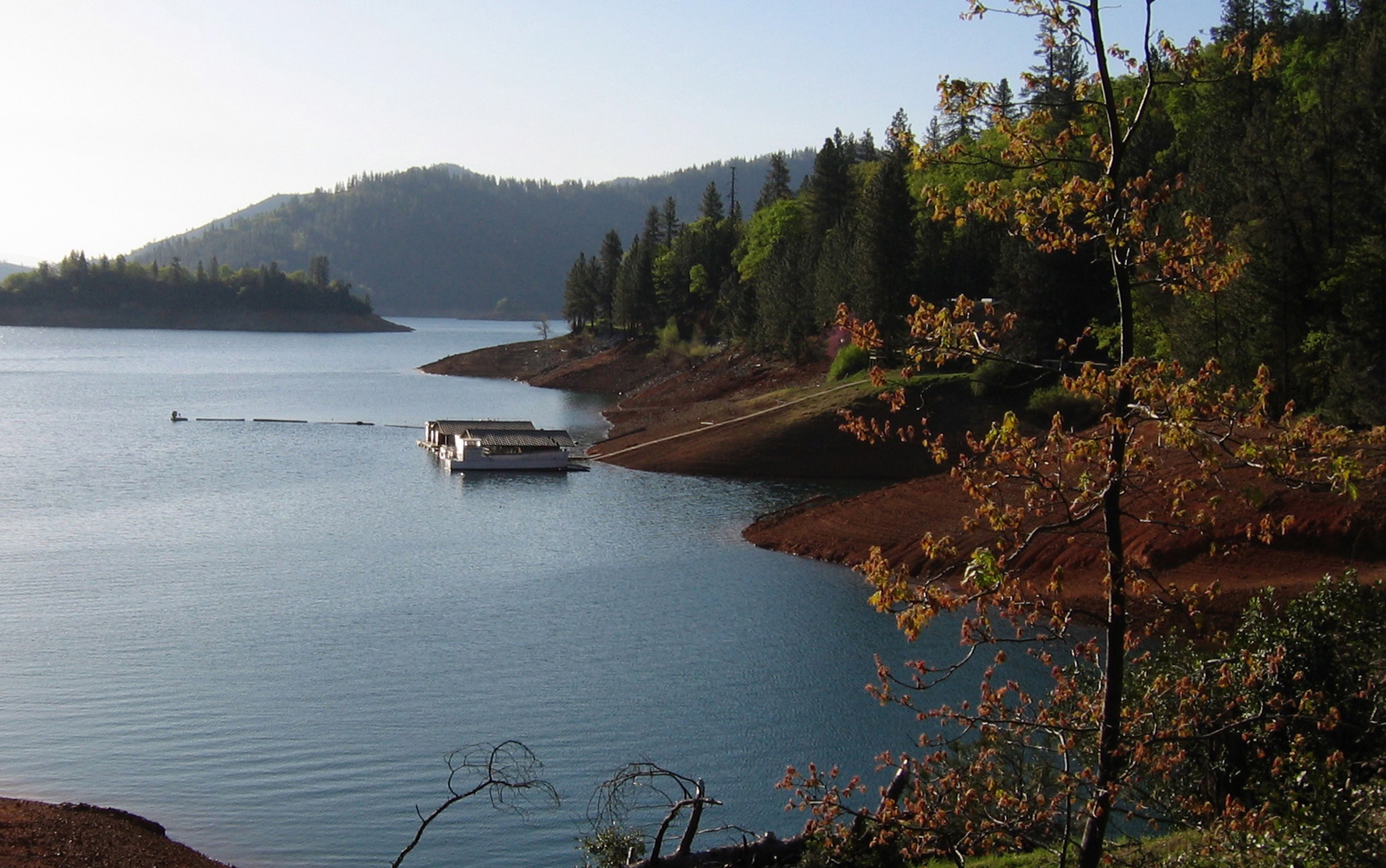
シャスタ湖

## 見どころ
- ラッセン山
- ラッセン火山国立公園
- シャスタ湖
- タートル湾探検パーク
- ハットクリーク電波天文台

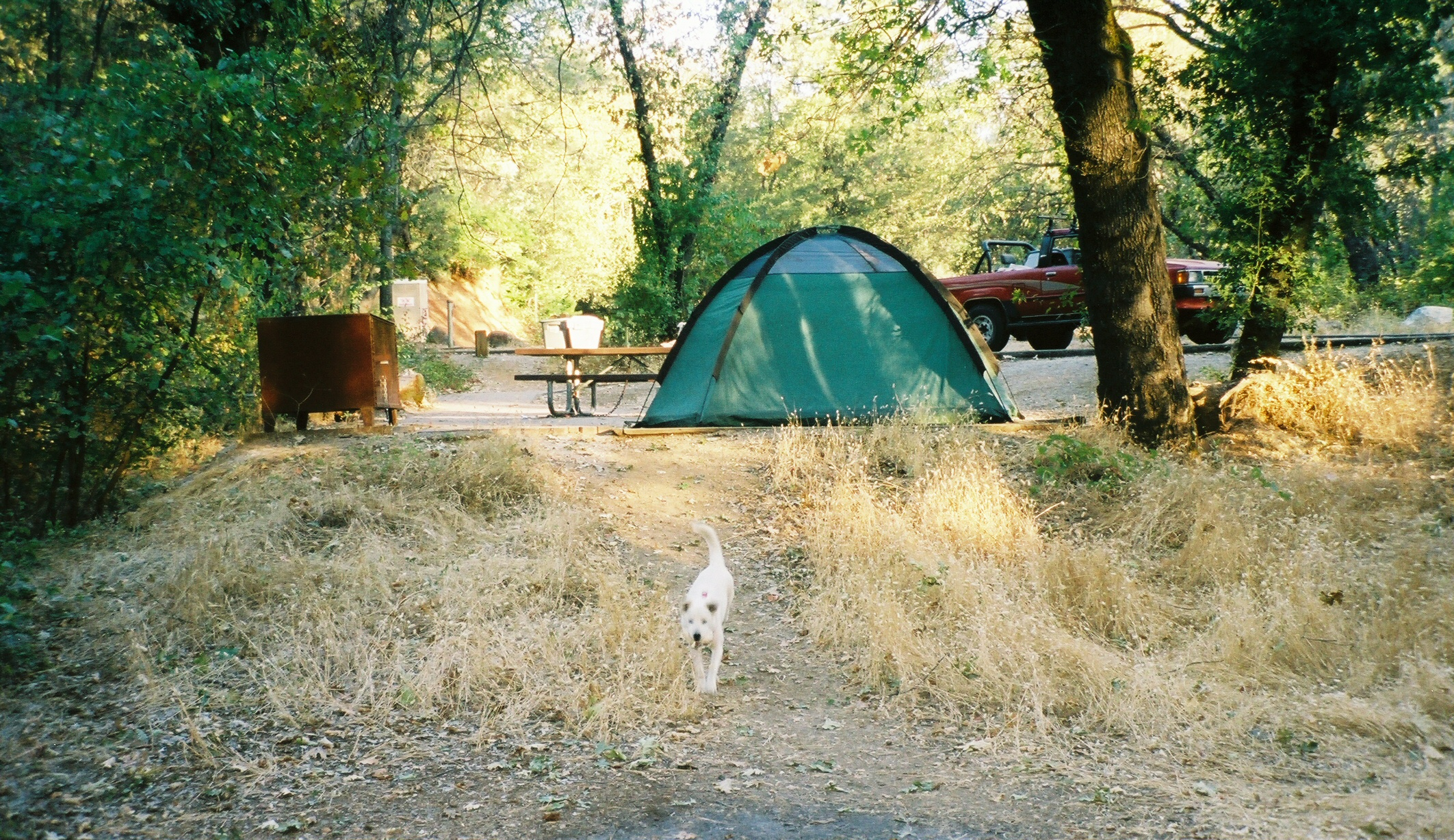
シャスタ・トリニティ国立の森の中にあるシャスタ湖に近いベイリー・コーブキャンプ場

- アイアン山鉱山、国内でも最も有毒廃棄物のある場所